# طرح جزیره

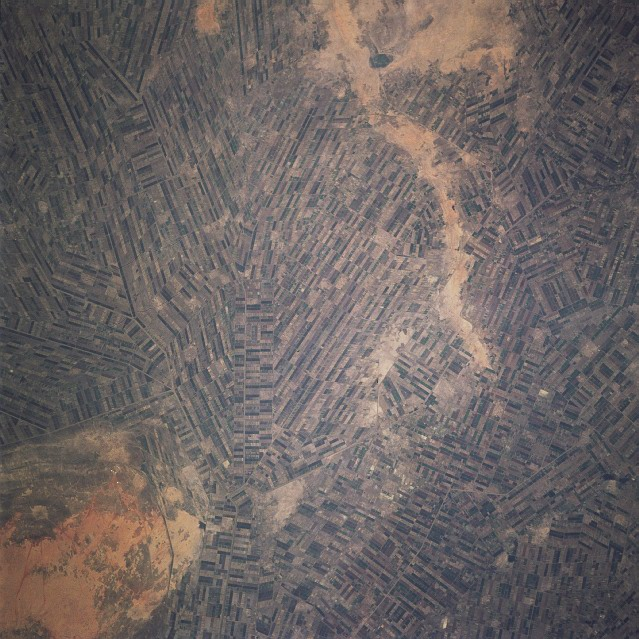
کانال‌های آبیاری طرح جزیره از فضا، ۱۹۹۷

طرح جزیره (عربی: مشروع الجزیرة‎) یکی از بزرگ‌ترین پروژه‌های آبیاری در جهان است. این طرح در ایالت جزیره، یکی از ایالت‌های سودان، واقع در جنوب شرقی پیوندگاه نیل آبی و نیل سفید در شهر خارطوم قرار دارد. طرح جزیره توسط امپراتوری بریتانیا آغاز شد، زمانی که این منطقه به عنوان بخشی از سودان مصر و بریتانیا اداره می‌شد. آب از نیل آبی از طریق کانال‌ها و نهرها به مزارع مستأجرین که بین نیل آبی و نیل سفید قرار دارند، توزیع می‌شود.
ایالت جزیره به‌طور ویژه برای آبیاری مناسب است، زیرا خاک آن به سمت نیل آبی شیب دارد و بنابراین آب به‌صورت طبیعی و با استفاده از نیروی گرانش از طریق کانال‌های آبیاری جریان می‌یابد. خاک این منطقه دارای محتوای بالای رس است که از هدررفت آب در مکانیک خاک جلوگیری می‌کند. رجینالد وینگیت، استاندار سودان از امپراتوری بریتانیا، در ابتدا کشاورزی گندم را برای این منطقه تصور می‌کرد، اما این ایده کنار گذاشته شد، زیرا مقامات استعماری احساس کردند که یک کشاورزی نقدی بهتر مورد نیاز است. زمانی که مشخص شد پنبه با الیاف بلند مشابه پنبه مصری در این منطقه قابل کشت است، این گزینه به‌عنوان انتخابی مناسب‌تر پذیرفته شد، زیرا علاوه بر سود اقتصادی، مواد خام مورد نیاز برای صنعت نساجی بریتانیا را نیز فراهم می‌کرد. کشت پنبه برای اولین بار در این منطقه در سال ۱۹۰۴ آغاز شد. پس از آزمایش‌های متعدد در زمینه آبیاری، در سال ۱۹۱۴ حدود ۲۴ کیلومتر مربع (۹٫۳ مایل مربع) از زمین‌ها زیر کشت رفت.
پس از پایین‌ترین میزان سیلاب نیل در ۲۰۰ سال گذشته، سد سنار بر روی نیل آبی ساخته شد تا یک مخزن آب ایجاد کند. این سد در سال ۱۹۲۵ تکمیل شد و حدود ۳ کیلومتر (۱٫۹ مایل) طول دارد. طرح جزیره در ابتدا توسط سندیکای مزارع سودان در لندن تأمین مالی شد و بعدها دولت بریتانیا سرمایه‌گذاری را تضمین کرد. در سال ۱۹۵۰، هیئت مدیره جزیره سودان به جای شرکت خصوصی مدیریت این پروژه را به‌دست گرفت، و مدیریت آن به آرتور گیتسکل سپرده شد.
کشاورزان با دولت سودان و هیئت مدیره جزیره همکاری کردند. این شبکه کانال‌ها و نهرها طولی برابر با ۴٬۳۰۰ کیلومتر (۲٬۷۰۰ مایل) داشت و با تکمیل گسترش مناقل در اوایل دهه ۱۹۶۰ در سمت غربی طرح جزیره، تا سال ۲۰۰۸ مساحت آبیاری‌شده به ۸٬۸۰۰ کیلومتر مربع (۳٬۴۰۰ مایل مربع) رسید، که حدود نیمی از کل زمین‌های آبیاری‌شده کشور را تشکیل می‌داد. محصول اصلی کشت‌شده در این منطقه همچنان پنبه بود.